# Şirinbulaq
Şirinbulaq è un comune dell'Azerbaigian situato nel distretto di Şəki. Conta una popolazione di 748 abitanti.